# Ctenoparia propinqua
Ctenoparia propinqua är en loppart som beskrevs av Beaucournu et Gallardo 1988. Ctenoparia propinqua ingår i släktet Ctenoparia och familjen mullvadsloppor. Inga underarter finns listade i Catalogue of Life.